# آلبرت فلویت
آلبرت فلویت (انگلیسی: Albert Flewitt؛ ۱۰ فوریه ۱۸۷۲ – 1943 (aged 70 or 71)) بازیکن فوتبال اهل بریتانیا بود.
از باشگاه‌هایی که در آن بازی کرده‌است می‌توان به باشگاه فوتبال وست برومویچ آلبیون، باشگاه فوتبال بریستول سیتی، باشگاه فوتبال لینکولن سیتی، و باشگاه فوتبال اورتون اشاره کرد.